# 阳福塔
阳福塔，位于中国广东省韶关市新丰县沙田镇阳福村，为新丰县的一个县级文物保护单位，类型为古建筑，公布时间为1984年12月15日。
阳福塔的历史年代为清代。